# Massimo Schuster
Massimo Schuster (Lodi, 30 luglio 1950) è un attore e regista italiano, oltre che marionettista.

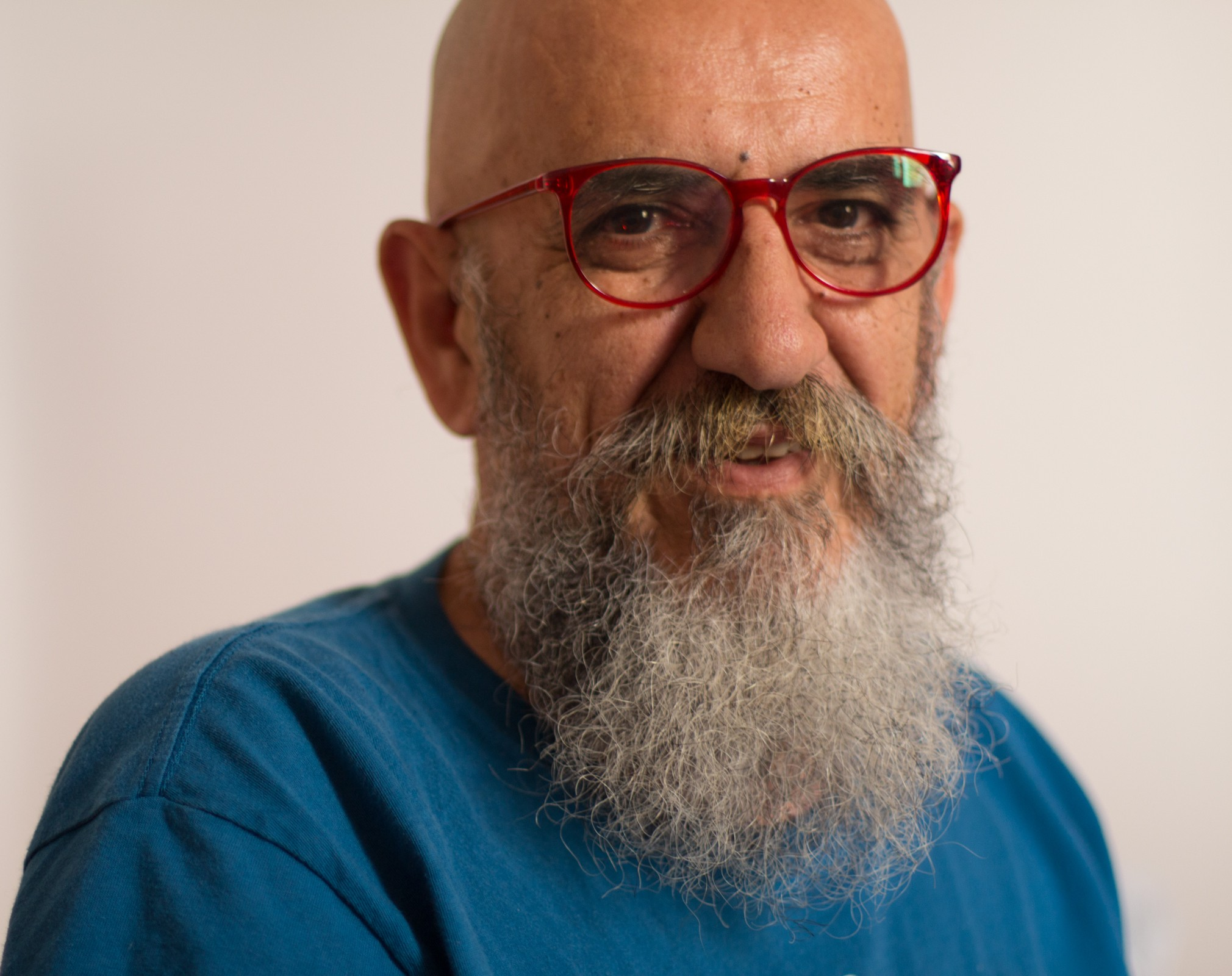
Massimo Schuster nel 2014

"Schuster ci appare come il partner delle sue marionette. Visto che non si tratta di personaggi la cui apparenza imita quella dell'interprete, il marionettista non esercita su di loro un superpotere: hanno una vita plastica e Schuster accorda loro, per un momento, il privilegio di un'altra vita, drammatica."

## Biografia
Si diploma alla Civica Scuola d'Arte Drammatica del Piccolo Teatro della Città di Milano nel 1969. Quello stesso anno incontra il Bread and Puppet Theater di Peter Schumann, di cui farà poi parte per alcuni anni.
Rientrato definitivamente in Europa nel 1974, fonda l'anno successivo a Aix-en-Provence una sua compagnia, il Théâtre de l'Arc-en-Terre, di cui è tuttora direttore artistico, e prende la nazionalità francese.
Dopo alcuni spettacoli fortemente influenzati dal lavoro di Schumann, è nel 1984, con La tragica storia di Macbeth, o l'assassinio di Duncan, re di Scozia e poi con Ubu re, che incomincia a farsi conoscere sulla scena internazionale. Ubu re in particolare segnerà la sua prima collaborazione con il pittore Enrico Baj, che fabbricherà nei venti anni successivi le marionette, burattini e pupi per altri quattro spettacoli: Iliade, Le Bleu-Blanc-Rouge et le Noir, Roncisvalle! e Mahabharata. Un'altra collaborazione importante lo legherà al pittore francese Hervé Di Rosa che, con il fratello Buddy fabbricherà le marionette per Un cappello di paglia di Firenze, di Eugène Labiche, e disegnerà poi da solo le figure per lo spettacolo di teatro d'ombra Salomone e Saba, un'opera etiope, di Belwneh Abune e Massimo Schuster, realizzato ad Addis Abeba nel 1996, di cui Schuster farà la regia.
Per i suoi spettacoli si è anche avvalso delle collaborazioni del pittore e marionettista catalano Joan Baixas, dei disegnatori italiani Paolo D'Altan e Roberto Abbiati, del marionettista americano Roman Paska, degli scrittori e/o drammaturghi Anthony Burgess, Jean-Pierre Carasso, Tzvetan Marangozov, Francesco Niccolini, Aida Begić e Chiara Laudani, dei musicisti Gino Negri, Lorenzo Ferrero, Richard Harmelle, Bogdan Dowlasz e Paolo Fresu. Il suo lavoro è caratterizzato dalla rivisitazione di testi classici adattati al teatro di forme animate, come nel caso di L'onore di Rodrigo, o la storia del Cid, La tragedia di Riccardo III, Iliade, Un cappello di paglia di Firenze, I tre moschettieri, Roncisvalle!, Mahabharata. Nel 1989, mette in scena un'opera di Lorenzo Ferrero, Le Bleu-Blanc-Rouge et le Noir su un libretto originale di Anthony Burgess, per il Teatro alla Scala. Nel 2014, in collaborazione con l'attore italiano Fabio Monti, adatta alla scena il romanzo di Andrea Camilleri Il re di Girgenti. I suoi spettacoli hanno girato in una sessantina di paesi, partecipando a festival come la Biennale di Venezia, il Festival d'Automne à Paris, il Jim Henson Puppet Festival di New York e altri, da Stoccolma a Singapore, da Nuova Delhi a Saõ Paulo. Dal 2002 ha anche creato cinque spettacoli di teatro di narrazione: Il grande racconto indiano, Il racconto di Troia, La grande e vera storia dei paladini di Francia, Sunjata, l'epopea mandinga e Shanameh.
Schuster ha diretto stage in Italia, Francia, Bulgaria, Polonia, Portogallo, Svizzera, Burkina Faso, Etiopia, Niger, Repubblica del Congo, Brasile, e  Repubblica Dominicana. Ha firmato regie in Francia (Compagnie Arketal, Cannes), Polonia (Teatr Arlekin, Łodz), Belgio (Theater Taptoe, Gent), Bosnia-Erzegovina (Pozorište Mladih, Sarajevo) e Etiopia (Università di Addis Abeba). Ha insegnato alla Scuola Nazionale Superiore delle Arti della Marionetta di Charleville-Mézières, Francia e alla Scuola di Marionette di Białystok, Polonia. Come fotografo ha pubblicato il libro Bread and Puppet Museum. Come autore ha scritto numerosi articoli per riviste professionali e pubblicato alcuni libri, tra cui Ave Marionnette.
Dal 2000 al 2004 è stato presidente dell'UNIMA (Union Internationale de la Marionette).